# Адам (Карсовайське сільське поселення)
А́дам (рос. Адам) — присілок в Балезінському районі Удмуртії, Росія.

## Населення
Населення — 54 особи (2010; 58 в 2002).
Національний склад станом на 2002 рік:
- росіяни — 57 %
- удмурти — 43 %